# ミラクルライト
「ミラクルライト」は、1997年10月15日に森高千里が発表した楽曲、及び33枚目のシングル。CDコードはEPDA-50。

## 解説
細野晴臣のプロデュースが話題になったが、売り上げにはつながらなかった。なお翌年、細野と森高はローソンのCMに夫婦役で出演することになる。
タイトル曲・カップリング曲の両方とも、『今年の夏はモア・ベター』にも収録されている。
細野晴臣は2007年にHARRY HOSONO & THE WORLD SHYNESS名義で発表したアルバム『FLYING SAUCE R1947』に「MIRACLE LIGHT」として収録し、セルフカバーしている。

## 収録曲
1. ミラクルライト （作詞：森高千里／作曲・編曲：細野晴臣）
2. ミラクルウーマン （作詞：森高千里／作曲・編曲：細野晴臣）
3. ミラクルライト （オリジナル・カラオケ）

## 演奏

### ミラクルライト
- 森高千里　ドラムス
- 細野晴臣　プログラミング、キーボード、ベース、ギター

### ミラクルウーマン
- 森高千里　ドラムス
- 細野晴臣　プログラミング、キーボード